# الزراعة في الإمارات
كانت الزراعة في دولة الإمارات العربية المتحدة، بما في ذلك صيد الأسماك، جزءًا صغيرًا من اقتصاد دولة الإمارات العربية المتحدة في أوائل التسعينيات، حيث ساهمت بأقل من 4 بالمائة من الناتج المحلي الإجمالي. منذ تأسيس دولة الإمارات العربية المتحدة، شجع توفر رأس المال والطلب على المنتجات الطازجة التنمية الزراعية. المناطق الزراعية الرئيسية هي الدقداقة في رأس الخيمة. فلج المعلا في أم القيوين، ووادي الذيد في الشارقة، والعوير في دبي، والمنطقة الساحلية في الفجيرة. بلغ إجمالي الأراضي الصالحة للزراعة حوالي 70 ألف هكتار اعتبارًا من أوائل التسعينيات.
يعتبر القطاع الزراعي قطاعًا حيويًا تناط به مسؤولية تحقيق الأمن الغذائي، وتقليص الفجوة الغذائية، بحيث يتم الحفاظ على التربة وأيضاً تحقيق الاستخدام الأمثل للمياه سواء الجوفية أو ما يتوفر من مياه الأمطار، ولم تقف الخصائص المناخية ولا الطبيعة الجغرافية سواء ما يتعلق بشح المياه وقلة الأمطار وارتفاع درجات الحرارة وضعف التربة عائقاً أمام التفكير خارج المربع في هذا القطاع.

## تطوير القطاع الزّراعي
أسست الإمارات قاعدةً قويّةً وأساسية للزراعة بتحضير الأراضي الزّراعية وتوزيعها مجاناً على المواطنين، وتسهيل القروض الزّراعية والمعدات؛ مما انعكس على استقرار المزارعين على زراعة أراضيهم وتوقف الهجرة الاختيارية، وتم بناء المساكن الحديثة وتوفير الخدمات لهم بالقرب من أراضيهم الزّراعية. تمّ الاهتمام بالتجارب الزّراعية ضمن مراكز الأبحاث خصوصاً في مدينة العين؛ فأنشِئت المزارع الحديثة في الجرف الصّحراوية التي تحوّلت لغابة خضراء، وأصبح هناك اهتمام في زراعة الآلاف من النخيل، وأمّا في الجُزر الإماراتيّة خصوصاً جزيرة بني ياس فبالإضافة إلى كونها محمية طبيعية تمّت زراعة الأشجار المثمرة فيها مثل التفاح، والأناناس، والزيتون، والبن، والكمثرى، والفراولة، وأشجار الموالح.

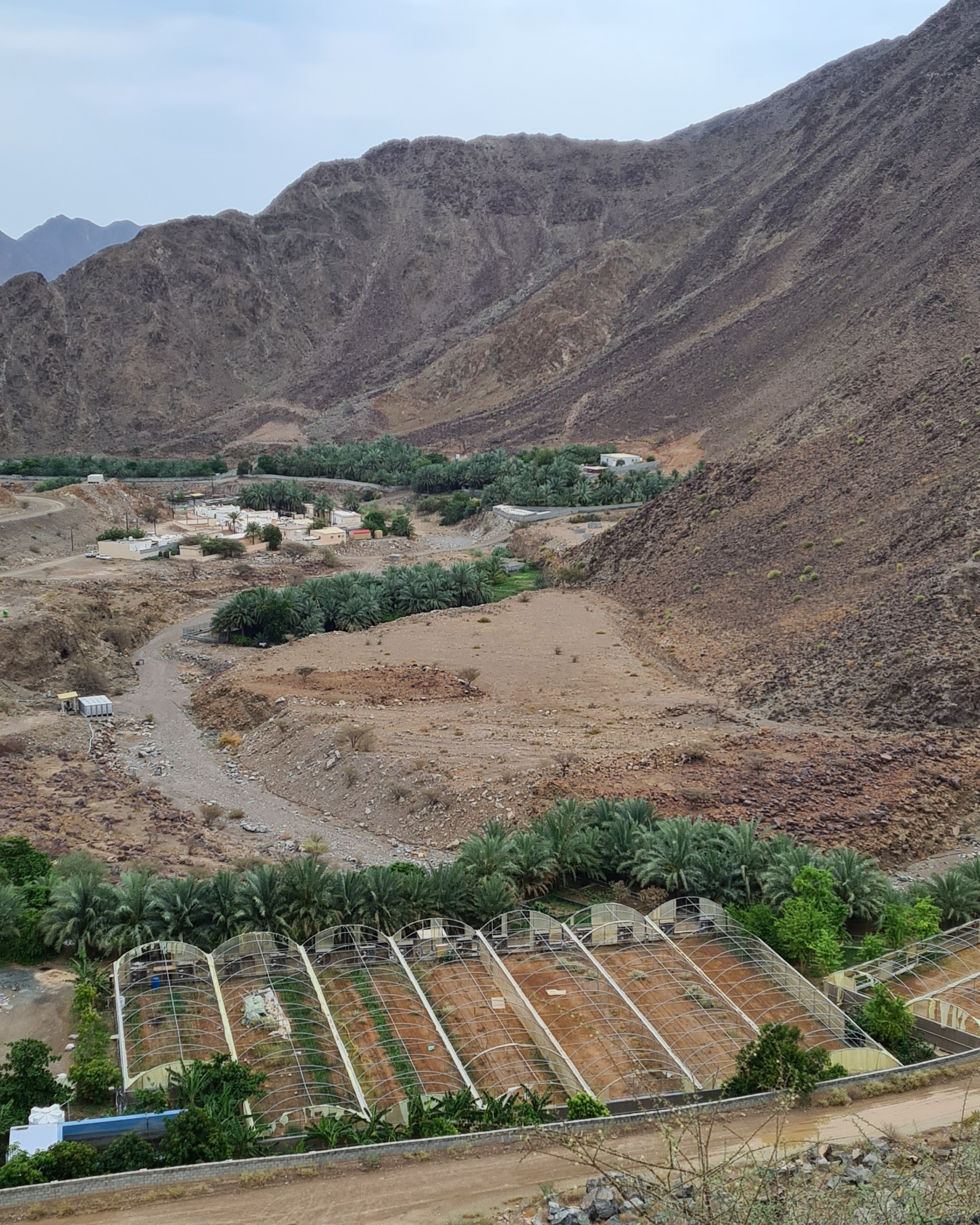
منظر أسفل وادي شي باتجاه خورفكان،

## اكتفاء ذاتي
حسب تقرير صادر عن الأمانة العامة لمجلس التعاون لدول الخليج العربية، عام 2011، حول التنمية الزراعية في دول المجلس، بأن دولة الإمارات نجحت في الوصول إلى نسبة اكتفاء ذاتي من الإنتاج الزراعي بشكل عام تصل إلى 50٪ من حاجة الاستهلاك المحلي، بينما وصلت نسبة الاكتفاء الذاتي من الفواكه إلى 36٪ في العام السابق، بعد زيادة عدد الأشجار المنتجة إلى نحو 74 ألف شجرة تقريباً، تنتج ما لا يقل عن 40143 طناً.
كما أظهر التقرير، زيادة نسبة الاكتفاء الذاتي من الخضراوات لتصل إلى 60٪ من الاستهلاك المحلي، خصوصاً منتجات الطماطم والقرعيات والباذنجان، حيث وصل حجم محاصيل الخضراوت إلى 719756 طناً، ويتولى مصنع تعليب الخضراوات في العين امتصاص الفائض من إنتاج الخضراوات في المواسم التي تتوافر فيها. وقدر التقرير عدد العمال الزراعيين داخل الدولة بنحو 70 ألف عامل، بينما قدر مساحة الأراضي الصالحة للزراعة في العام الماضي بنحو 74.172 هكتاراً، بينما كانت المساحة المزروعة فعلاً هي 68.440 هكتاراً، تتوزع على أربع مناطق رئيسة هي: المنطقة الشمالية 13.1٪، والمنطقة الوسطى 21٪، والمنطقة الشرقية 8.2٪، ومنطقة أبوظبي 57.7٪، مقارنة بـ26785 في عام 1985، وبلغ إجمالي الحيازات الزراعية للمزارعين نحو 21.700 حيازة بمتوسط مساحة 3.4 هكتارات، وتوزعت المساحات المزروعة إلى 21.7٪ لإنتاج الخضراوات، و2٪ لإنتاج المحاصيل، و3.7٪ لإنتاج الأشجار المثمرة، و44٪ لإنتاج النخيل.
وقد بلغ إسهام الزراعة والحراجة وصيد الأسماك في الناتج المحلي الإجمالي 13.24 مليار درهم في عام 2023،

## زراعة من دون تربة
تماشياً مع التقنيات الحديثة، تبنت دولة الإمارات، من خلال وزارة البيئة والمياه، تقنية الزراعة المائية (من دون تربة)، وهي أسلوب لاستزراع النباتات من دون تربة، يتم فيها استبدال التربة الطبيعية بأوساط نمو مائية أو أوساط صلبة، مثل التف البركاني أو البيرلايت أو الكوكابيت أو الرمل أو غيره مع إضافة العناصر الغذائية إليها، كنمط زراعي جديد، وذلك لمواجهة محدودية الموارد الطبيعية المتزايدة من ضعف التربة وشح المياه، وبسبب الكفاءة العالية في استخدام المياه للري والإنتاج العالي مع تلافي مشكلات التربة. كما أن استخدام هذه التقنيات يقلل من استهلاك الأسمدة الكيماوية، ويحدّ من استخدام المبيدات الزراعية، ما ينعكس بالإيجاب على سلامة هذه المنتجات من متبقيات المبيدات.

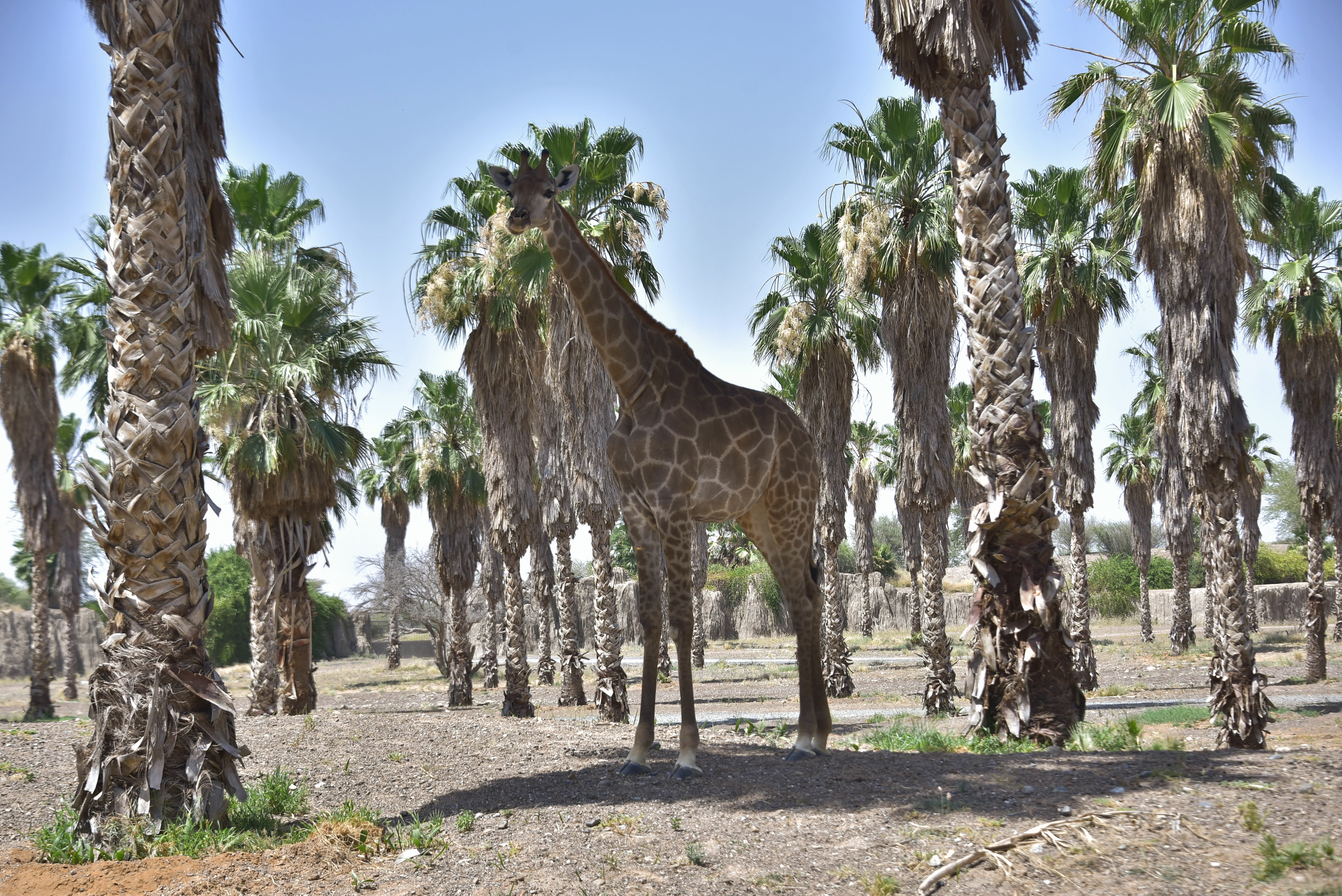
محمية الذيد ب امارة الشارقة

## الذيد
تعتبر مدينة الذيد في إمارة الشارقة مركزاً رئيسياً وهاماً لتسويق منتجات المزارع من الخضراوات والفاكهة مثل فراولة الذيد الشهيرة. وقد بدأت مزرعة ميراك بزراعة الفراولة في منتصف عام 1980 وبما أن تحقق إنتاجها المتوقع في الشتاء بدأت بتزويد أسواق أوروبا والشرق الأقصى، وأصبح متوسط صادرات مزرعة ميراك 70 طن من الفراولة سنوياً إلى جنوب شرق آسيا وجنوب أفريقيا وأوروبا. والآن تقوم مزرعة ميراك بإنتاج الخضراوات ذات القيمة العالية التي كانت في السابق تستورد من الخارج، ومن ثم يتم توريدها إلى الأسواق المحلية.

## زراعة القمح
تشكل زراعة القمح أحد الروافع الأساسية لتحقيق الأمن الغذائي، والاكتفاء الذاتي من هذه الحبوب، وقد عملت دولة الإمارات العربية المتحدة على توفير الدعم الكامل لهذه الزراعة وتأمين كافة المستلزمات إلى جانب استخدام أفضل الطرق والأساليب الزراعية الحديثة والزراعة العضوية، لإنتاج أنواع الحبوب المختلفة بأفضل المواصفات ولا سيما القمح. الأمر الذي ينسجم مع توجهات التنمية المستدامة والاستدامة البيئية. وفي شهر آذار عام 2022 أطلقت إمارة الشارقة مشروع مزرعة القمح في منطقة مليحة، بمساحة 400 هكتار كمرحلة أولى، حيث أنتجت الشارقة في العام 2023 أحد أجود أنواع القمح في العالم. على أن تمتد مساحة المشروع لتصبح 1400 هكتار في المرحلتين الثانية والثالثة مع استخدام أفضل تقنيات الري الحديثة كالذكاء الاصطناعي مما يساهم في توفير 40% إلى 45% من المياه اللازمة للزراعة،من أجل إنتاج أكبر كمية من القمح بأفضل المواصات العالمية لرفد احتياجات السوق المحلي وتقليل كمية القمح المستوردة من الخارج.

## البيوت المحمية في إمارة أبوظبي
ارتفع عدد البيوت المحمية في الإمارة في عام 2015 ليصل - حسب تقرير لجهاز أبوظبي للرقابة الغذائية
| المنطقة         | العدد |
| --------------- | ----- |
| المجموع         | 16715 |
| العين           | 10390 |
| المنطقة الغربية | 4220  |
| مدينة أبوظبي    | 2105  |

وفي عام 2022 وصل إجمالي عدد البيوت المحمية في أبوظبي إلى 19303 بمساحة 6370 دونماً وجاءت العين في المرتبة الأولى في عدد البيوت المحمية، حيث بلغ عدد البيوت المحمية بها 12667، فيما جاءت منطقة الظفرة في المرتبة الثانية بـ 3939 بيتاً محمياً، وأبوظبي ثالثاً بـ 2697 بيتاً.

## روابي الإمارات
تأسست الشركة في عام 2000 وذلك باندماج شركتي الروابي للألبان وشركة الإمارات الحديثة للدواجن كما تم تأسيس شركة جرين فيلدز لاحقاً وتقع في إمارة دبي.وتضم المزرعة حالياً أكثر من 16500 رأس ماشية ولديها أكثر من مليون عميل يومياً،
أهداف ومنتجات الشركة
من أهم أهداف الشركة:
- تطوير وإنتاج منتجات غذائية وتعزيز الأمن الغذائي العربي بصورة خاصة في دولة الإمارات العربية المتحدة.
- إنتاج مشتقات الألبان بطاقة 240 طن/يوم.
- مصنع للعصائر بطاقة 120 طن/يوم.
- منتجات لحوم الدواجن بطاقـــة 40 طن/يوم.
- إنتاج الأعلاف 20 طن/ساعة

## الإمارات ومنظمة الأغذية والزراعة «الفاو»
وفي يونيو 2008 تم توقيع اتفاقية بين دولة الإمارات العربية المتحدة ومنظمة الأغذية والزراعة «الفاو» لإنشاء المكتب شبه الإقليمي للمنظمة الذي يقدم خدماته لدول مجلس التعاون الخليجي واليمن. وبموجب الاتفاقية تقوم منظمة الأغذية والزراعة بتقديم الخبرات في مختلف المجالات الزراعية والمياه والتنمية المستدامة إلى دول مجلس التعاون الخليجي واليمن انطلاقا من دولة الإمارات.. على أن يكون مقر المكتب أبوظبي.

## مراكز الزراعة العضوية
حظيت الزراعة العضوية باهتمام كبير من حكومة أبوظبي، ففي 19 نوفمبر 2006 أصدر صاحب السمو الشيخ محمد بن زايد آل نهيان ولي عهد أبوظبي نائب القائد الأعلى للقوات المسلحة رئيس المجلس التنفيذي لإمارة أبوظبي قراراً يقضي بإنشاء «مركز الزراعة العضوية» يتبع لديوان ولي العهد يكون مقره إمارة أبوظبي. وتنوعت المنتجات الزراعية العضوية لتصل إلى 60 صنفاً تتصدرها التمور والطماطم والشمام. ويتطور الإنتاج العضوي المحلي في دولة الإمارات، حيث يتم إنتاج العديد من المنتجات العضوية المحلية مثل الخيار والخس والفلفل وغيرها، وهي متوفرة في الأسواق وفق المعايير الدولية، ويسهل تمييز هذه المنتجات في الأسواق المحلية من خلال الشعار الوطني عضوي organic المرفق بعبوات التسويق. حققت مزارع أبوظبي العضوية المركز الأول في المسابقة العالمية للعسل العضوي التي أقيمت خلال شهر فبراير 2011 الماضي بجزيرة صقلية بإيطاليا، وذلك بمشاركة أكثر من 186 دولة من مختلف أنحاء العالم، وذلك من خلال مشاركتها بعسل السدر العضوي الذي تنتجه منذ العام 2007.
وقد وصل إجمالي المزارع العضوية في الإمارات خلال عام 2023 إلى74 مزرعة عضوية، منها 47 مزرعة في إمارة أبوظبي، و16 مزرعة في إمارة الشارقة، و4 مزارع في إمارة دبي، و3 مزارع في إمارة أم القيوين، ومزرعتان في إمارة رأس الخيمة، ومزرعتان في إمارة الفجيرة.
ومن أهم المزارع العضوية في الإمارات:
مزرعة إمارتس بيوفارم :الحائزة على شهادة الزراعة العضوية الألمانية،وتمتد على مساحة 250 ألف متر في منطقة الشويب في العين، وتختص في إنتاج حوالي 40 نوعاً من الخضار والفواكه العضوية الخالية من المبيدات والأسمدة الكيميائية.
مزرعة الفوعة العضوية: تمتد على مساحة 634.6 هكتار، وهي أكبر مزرعة عضوية في العالم مختصة في زراعة أشجار النخيل التي تنتج تموراً عضوية وتحتضن حوالي 63 ألف نخلة، وتنتج 113 ألف طن من التمور، ويصدر الإنتاج إلى أكثر من 45 دولة حول العالم.

## زراعة النخيل في الإمارات
يحظى قطاع زراعة النخيل في الدولة، باهتمام متزايد من الجهات المعنية كافة، لما لها من دور كبير في تحقيق التنمية الزراعية، وتعزيز منظومة الأمن الغذائي.، وقد أسهمت المهرجانات، وأبرزها مهرجان ليوا للرطب، ومزاد ليوا للتمور، ومهرجان الذيد للرطب وغيرها إلى تبادل الخبرات الفنية بين المزارعين، لزراعة أفضل وأجود أنواع النخيل
كما أمر .الشيخ خليفة بن زايد آل نهيان بإنشاء جائزة خليفة لنخيل التمر بهدف الحفاظ على هذه الشجرة وإكثارها وحمايتها
وتعد دولة الإمارات من أكبر منتجي التمور في العالم، حيث تزرع أكثر من 160 صنفًا من التمور. وقد أطلقت مبادرة “نخيلنا” لمكافحة آفات النخيل وتعزيز المساهمة الاقتصادية لشجرة النخيل وإنتاج التمور والصناعات المرتبطة بها، كما تشارك في مشروع  البصمة الوراثية العالمي، الذي يهدف للتعرف على أشجار النخيل بواسطة البصمات الجينية وانشاء قاعدة بيانات  جينية عالمية للنخيل

## برنامج ازرع الإمارات
هو برنامج وطني إماراتي داعم لتوجهات الدولة في تحقيق التنمية الزراعية وتعزيز الأمن الغذائي المستدام وتوسيع الرقعة الخضراء في الإمارات بالإضافة إلى تشجيع المجتمعات المحلية على الزراعة المنزلية. أطلق البرنامج الشيخ محمد بن راشد آل مكتوم خلال ترؤوسه اجتماعاً لمجلس الوزراء في دبي حيث قال "زراعة الإمارات هي وصية زايد.. وهي ضمان وأمان.. وهي استدامة وعمران لهذه الأرض الطيبة وترابها الذي نعشقه.. وندعو الجميع للمشاركة في هذا المشروع الوطني عبر الأفكار والمشاريع والمبادرات ونشر ثقافة الزراعة وغرس بذرة اليوم ستنعم بها الأجيال القادمة بإذن الله" ويضم البرنامج مجموعة من المبادرات الداعمة للزراعة وتشارك فيه الجهات الحكومية الاتحادية والمحلية ومؤسسات القطاع الخاص وأفراد المجتمع، ومن أهم مبادرات البرنامج:
- إنشاء المركز الزراعي الوطني
- تمويل ودعم المشاريع المبتكرة وأنظمة الزراعة الحديثة التي تستعمل التكنولوجيا الحديثة
- إطلاق حملة أجمل شتاء في العالم تحت شعار السياحة الخضراء
- توفير التدريب التخصصي والدعم الاستشاري للمزارعين والقطاع الخاص
- تنتظيم معارض وفعاليات زراعية وطنية إماراتية لدعم المنتجات المحلية

## مزرعة بستانك العمودية في دبي
تمثل مزرعة بستانك العمودية في دبي أكبر مزرعة مائية رأسية في العالم وهي مقامة على مساحة 330 ألف قدم مربع، بالقرب من "مطار آل مكتوم الدولي" في "دبي وورلد سنترال"، .وتسهم التقنيات الذكية المستخدمة في المزرعة بخفض المياه المستهلكة في الزراعة بنسبة 95% عن كميات المياه التي تحتاجها الزراعة التقليدية، و توافر المحاصيل الورقية على مدار العام مع تمتع المزرعة بالقدرة على إنتاج ما يزيد على مليون نبات مستزرع في أي وقت، ودون استخدام أي مبيدات أو مواد كيماويةوتعتمد مزرعة "بستانك" على الذكاء الاصطناعي ونظام الدائرة المغلقة للري، حيث يعاد تدوير المياه مما يسهم في توفير 250 مليون لتر من الماء سنويا،وتسهم "بستانك" في تأمين سلاسل الإمداد والتوريد التابعة لشركة "الإمارات لتموين الطائرات"

## وادي تكنولوجيا الغذاء
يعد وادي تكنولوجيا الغذاء مشروعاً تنموياً جديداً بدبي، مدينة جديدة من مدن دبي التخصصية ستحتضن شركات الزراعة والغذاء التخصصية، وستضم مركزاً للأبحاث ومقرات للشركات ومخازن لوجستية، ومناطق للزراعة العمودية والمائية وغيرها

## دور«مصرف الإمارات للتنمية» في الأمن الغذائي
قدّم «مصرف الإمارات للتنمية»، تمويلاتٍ بـ1.12 مليار درهم لقطاع الأمن الغذائي في إطار تعزيز الإنتاج الغذائي المحلي وتحفيز التقدم في الصناعات الزراعية الحديثة

## مصنع الإمارات للأسمدة البيولوجية
يواكب مصنع الإمارات للأسمدة البيولوجية، التطور الزراعي في الدولة، ، عبر تصنيع أسمدة تزيد الإنتاج 30 %، وتوفر المياه 40% مرتكزاً على مبادئ الاستدامة والمحافظة على البيئة ،بحيث يطرح المصنع الذي تبلغ طاقته الإنتاجية 250 ألف طن سنوياً ويصدّر منتجاته إلى 15 دولة، منتجات جديدة دائما.

## مركز الابتكار الزراعي
افتتحت الدولة مركز الابتكار الزراعي في عام 2014 بهدف مواكبة مستجدات القطاع الزراعي واستدامته في الدولة من خلال ابتكار تقنيات زراعية حديثة وإجراء الأبحاث وتقديم الاستشارات في المجال الزراعي.

## جائزة عجمان للزراعة
تسعى الجائزة إلى تحفيز الابتكار في التقنيات الزراعية واستدامة الموارد الطبيعية، وتكريم المشاريع التي تساهم في تطوير القطاع الزراعي.

## جائزة الشيخ منصور بن زايد للتميُّز الزراعيّ
جائزة سنويةتُطلقها "هيئة أبوظبي للزراعة والسلامة الغذائيــة" تقديراً لجُهود المُزارِعين ومُربِّي الثروة الحيوانية في دولة الإمارات.وتتضمَّن جوائز مالية قَيِّمة تُمنَح للفائزين في مختلف الفئات، بالإضافة إلى العديد من الفعاليات المُصاحِبة لها، ومجموعة من المكافآت التي تستهدف المجالَين؛ النباتيّ، والحيوانيّ، و تشجع مساهماتهم مجـــال الاســـتدامة الزراعية والأمن الغذائي والحيوي

## وصلات خارجية
القطاع الزراعي - البوابة الرسمية لحكومة دولة الإمارات العربية المتحدة